# 阿方索·霍恩洛厄-朗根堡
阿方索·霍恩洛厄-朗根堡（德語：Alfonso zu Hohenlohe-Langenburg，1924年5月28日—2003年12月21日），德裔西班牙商人，馬貝拉俱樂部飯店的創立人，出生於馬德里。

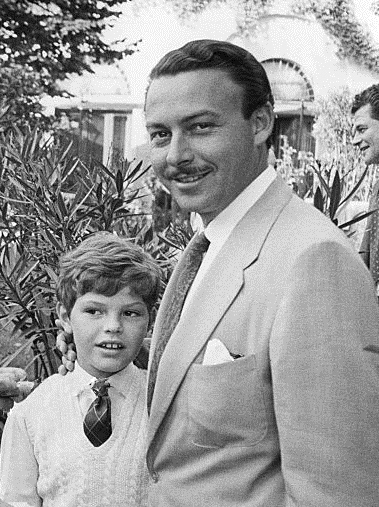
阿方索·霍恩洛厄-朗根堡（右）

他是馬克斯·埃貢之子，德國霍恩洛厄家族的成員。1955年與義大利演員伊拉·馮·菲斯滕貝格結婚，兩人有兩個兒子：克里斯托夫（1956—2006）與胡貝圖斯（1959年出生）。